# جاي كارول ماكورميك
جاي كارول ماكورميك (بالإنجليزية: Joseph Carroll McCormick)‏ هو كاهن كاثوليكي أمريكي، ولد في 15 فبراير 1907 في فيلادلفيا في الولايات المتحدة، وتوفي في 2 نوفمبر 1996 في سكرانتون في الولايات المتحدة.